# Karen van Wirdum
Karen van Wirdum (Brisbane, Australia, 9 de abril de 1971) es una nadadora australiana retirada especializada en pruebas de estilo libre, donde consiguió ser subcampeona mundial en 1991 en los 4x100 metros estilos.

## Carrera deportiva
En el Campeonato Mundial de Natación de 1991 celebrado en Perth (Australia), ganó la medalla de plata en los relevos de 4x100 metros estilos, nadando el largo de estilo libre, con un tiempo de 4:08.04 segundos, tras Estados Unidos (oro con 4:06.51 segundos) y por delante de Alemania (bronce con 4:10.50 segundos).